# Clothianidine
La clothianidine est un insecticide de la famille des néonicotinoïdes.
La clothianidine est notamment le principe actif du Poncho, insecticide systémique commercialisé par Bayer et Sumitomo. C'est aussi le principal métabolite toxique du thiamétoxame (Syngenta). Elle est interdite sur certaines cultures  en Europe avec deux autres principes actifs (imidaclopride et thiaméthoxame) à partir du 1er décembre 2013, en raison de leur probable responsabilité dans la mortalité des abeilles et autres pollinisateurs, telle qu'évaluée par l'AESA en 2013.
Plus généralement les insecticides systémiques ont fait l'objet d'une attention croissante de la communauté scientifique du fait de leurs impacts sur la biodiversité et l'agriculture. Conduite par Jean-Marc Bonmatin (CNRS), une méta-analyse basée sur l'examen de toute la littérature existante concernant les néonicotinoïdes et le fipronil a été publiée fin 2014 par 29 chercheurs indépendants, sous la forme d'un numéro spécial dans Environmental Science and Pollution Research (Bijleveld van Lexmond et al. 2014). Ce groupe de scientifiques de la Task Force on Systemic Pesticides a publié 8 articles scientifiques consécutifs concluant à un impact élevé pour les pollinisateurs (dont les abeilles et bourdons), invertébrés du sol (dont les vers de terre), invertébrés et vertébrés aquatiques (dont les amphibiens) et d'autres vertébrés non cibles (dont les oiseaux) (Van der Sluijs et al. 2014).
Les néonicotinoïdes sont bien moins actifs sur le système nerveux des mammifères. Toutefois, l'impact sur la santé humaine des néonicotinoïdes reste peu étudié bien que l'Homme soit exposé de façon multiple et chronique au travers de la nourriture (céréales, fruits, légumes...), des boissons (eau, jus de fruits...), insecticides pour animaux (anti-puces et tiques...), traitements des charpentes contre les termites, anti-blattes etc.

## Interdiction en France
Cette molécule est interdite en France depuis le 1er septembre 2018.
Les 5 néonicotinoïdes interdits sont Acétamipride, Clothianidine, Imidaclopride, Thiaclopride et Thiaméthoxame.